# Sven Hjorth
Henry Sven Arne Hjorth, född 14 september 1925 i Hörby, död där 20 juli 1965, var en svensk målare. 
Hjorth studerade på Skånska målarskolan i Malmö. Hans konst består av blomsterstilleben och landskapsmålningar.